# أندرو لومو
أندرو لومو (بالإنجليزية: Andrew Lomu)‏ هو لاعب دوري الرغبي نيوزيلندي، ولد في 28 فبراير 1979 في سيدني في أستراليا.